# Oslobod
Oslobod (osljebad, lat. Silybum), maleni biljni rod u porodici glavočika. Postoje dvije priznate vrste raširene po mediteranskim zemljama Europe i Azije. U Hrvatskoj raste samo marijin oslobod uz jadransku obalu.

## Vrste
1. Silybum eburneum Coss. & Dur.
2. Silybum marianum (L.) Gaertn.